# Ogulnius cubanus
Espèce
Ogulnius cubanus est une espèce d'araignées aranéomorphes de la famille des Theridiosomatidae.

## Distribution
Cette espèce est endémique de Cuba.

## Description
La femelle holotype mesure 1,2 mm.

## Étymologie
Son nom d'espèce lui a été donné en référence au lieu de sa découverte, Cuba.

## Publication originale
- Archer, 1958 : Studies in the orbweaving spiders (Argiopidae). 4. American Museum Novitates, no 1922, p. 1-21 (texte intégral).